# Type (zoölogie)
In de zoölogische nomenclatuur dient een type om een formele zoölogische naam te verankeren aan een taxon. Een type is hetzij een taxon hetzij één of meer exemplaren. 
Voor een zoölogische naam in een rang hoger dan soort is het type een taxon: 
- voor namen boven de rang van geslacht is het type een geslacht, het "typegeslacht" (Engels: type genus).
- voor namen van geslachten en ondergeslachten is het type een soort, de "typesoort"  (type species).

Voor de naam van een soort of ondersoort is het type één of meer exemplaren (waarbij een exemplaar een heel dier is of een gedeelte van een dier, of veel kleine 'diertjes'). 
In de oorspronkelijke publicatie, waarin het taxon zijn naam krijgt, zal de oorspronkelijke auteur het materiaal opnoemen waarop hij zich baseert. Alle exemplaren die hij noemt vormen samen de "typeserie" (type series), met uitzondering van die exemplaren die de auteur (expliciet) uitsluit. 
Er bestaan de volgende mogelijkheden: 
1. Idealiter wijst de oorspronkelijke auteur één holotype aan. In dat geval is het holotype het type en zijn de andere exemplaren in de typeserie "paratypes" (paratypes zijn geen types).
2. Wanneer de oorspronkelijke auteur geen holotype aanwijst zijn alle exemplaren in de typeserie "syntypes". Een syntype op zich is geen type, maar deze syntypes tezamen vormen het type.
3. In het bovenstaande geval (er zijn syntypes) kan een latere auteur één exemplaar aanwijzen, een "lectotype" dat het unieke type wordt. In dat geval worden de andere exemplaren in de typeserie "paralectotypes" (paralectotypes zijn geen types).
4. In geval er geen bestaand type is (het is er nooit geweest of het is verloren gegaan) kan een "neotype" aangewezen worden. In dat geval is het neotype het type. In bepaalde andere gevallen kan een neotype worden aangewezen door de International Commission on Zoological Nomenclature.

Voor een naam gepubliceerd na 1999 moet de auteur expliciet een holotype of syntypes aanwijzen.

## Noot
Noot: in de zoölogie wordt het woordelement "type" in diverse termen gebruikt, hoewel de zo samengestelde woorden lang niet allemaal betrekking hebben op echte types, zoals het "allotype" (een exemplaar van het andere geslacht, als aanvulling op het holotype). Alleen een holotype, lectotype of neotype is een type (en syntypes zijn samen het type).